# Kenshin Yuba
Kenshin Yuba (japanisch 弓場 堅真 Yuba Kenshin; * 12. Oktober 2000 in der Präfektur Osaka) ist ein japanischer Fußballspieler.

## Karriere
Kenshin Yuba erlernte das Fußballspielen in der Schulmannschaft der Hamamatsu Kaiseikan High School sowie in der Universitätsmannschaft der Kokushikan-Universität. Seinen ersten Vertrag unterschrieb er am 1. Februar 2023 beim Honda FC. Der Verein aus Hamamatsu spielte in der vierten Liga, der Japan Football League. Nach einer Spielzeit, in der zwanzig Viertligaspiele bestritt, wechselte er im Januar 2024 zum Drittligisten FC Imabari. Am Ende der Saison 2024 wurde er mit dem Verein aus Imabari Vizemeister der dritten Liga und stieg somit in die zweite Liga auf.

## Erfolge
FC Imabari
- Japanischer Drittligavizemeister: 2024  ▲